# Clinothelphusa kakoota
Clinothelphusa kakoota is een krabbensoort uit de familie van de Gecarcinucidae. De wetenschappelijke naam van de soort is voor het eerst geldig gepubliceerd in 2001 door Tay & Ng.